# コリア体操
コリア体操（コリアたいそう、朝鮮語: 코리아체조）は、大韓民国の体操。2014年の初めに韓国スポーツ開発院が考案していた。しかし結局はヌルプム体操が採用されたため、コリア体操は廃止となった。